# Hongshan (Wuhan)

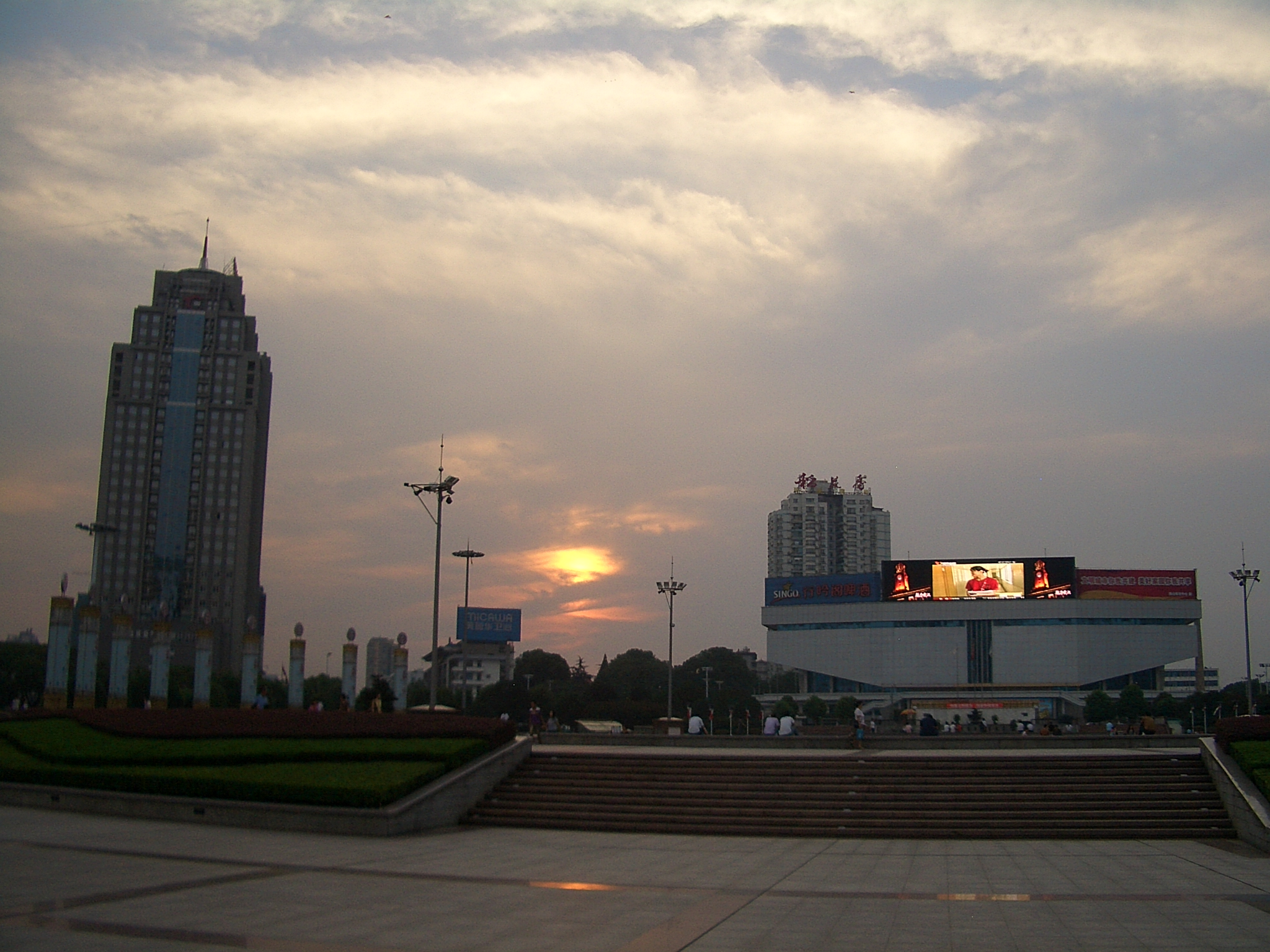
Hongshanplatz

Der Stadtbezirk Hongshan (chinesisch 洪山區 / 洪山区, Pinyin Hóngshān Qū)  ist ein Stadtbezirk der Unterprovinzstadt Wuhan, der Hauptstadt der Provinz Hubei in der Volksrepublik China. Er hat eine Fläche von 480,2 km² und zählt 1.712.900 Einwohner (Stand: Ende 2019).

## Administrative Gliederung
Auf Gemeindeebene setzt sich der Stadtbezirk aus acht Straßenvierteln, zwei Großgemeinden und vier Gemeinden zusammen. 